# Вулиця Академіка Олександра Брюкнера (Тернопіль)
Вулиця Академіка Олександра Брюкнера — вулиця в центрі міста Тернополя. Названа на честь польського філолога та історика культури, професора, члена багатьох академій Олександра Брюкнера.

## Відомості
Розпочинається від вулиці Гетьмана Сагайдачного, пролягає на південь та закінчується біля будинку №5 вулиці Патріарха Йосифа Сліпого.